# سیارک ۶۶۴۴
سیارک ۶۶۴۴ (به انگلیسی: 6644 Jugaku، نامگذاری:1991AA) شش هزار و ششصد و چهل و چهارمین سیارک کشف شده‌است که در ۵ ژانویه ۱۹۹۱ کشف شد.
قدر مطلق سیارک برابر ۱۱٫۸۰ است.